# Krzysztof Kosedowski
Krzysztof Kazimierz Kosedowski (nacido el 12 de diciembre de 1960) es un antiguo boxeador polaco que ganó una medalla de bronce en la división de peso pluma (57 kg) en los Juegos Olímpicos de 1980 en Moscú , Rusia. En las semifinales fue derrotado por Adolfo Horta de Cuba.